# Valentin Kalan
Valentin Kalan, slovenski filozof, prevajalec in filolog, * 12. februar 1943, Kranj.
Je redni profesor na Oddelku za filozofijo Filozofske fakultete Univerze v Ljubljani za zgodovino (antične) filozofije.